# Hörnum (Sylt)
Hörnum (Sylt) (fryz. Hörnem, duń. Hørnum) – niemiecka gmina uzdrowiskowa w kraju związkowym Szlezwik-Holsztyn, w powiecie Nordfriesland, wchodzi w skład  Związku Gmin Landschaft Sylt. Leży na wyspie Sylt.

## Bibliografia

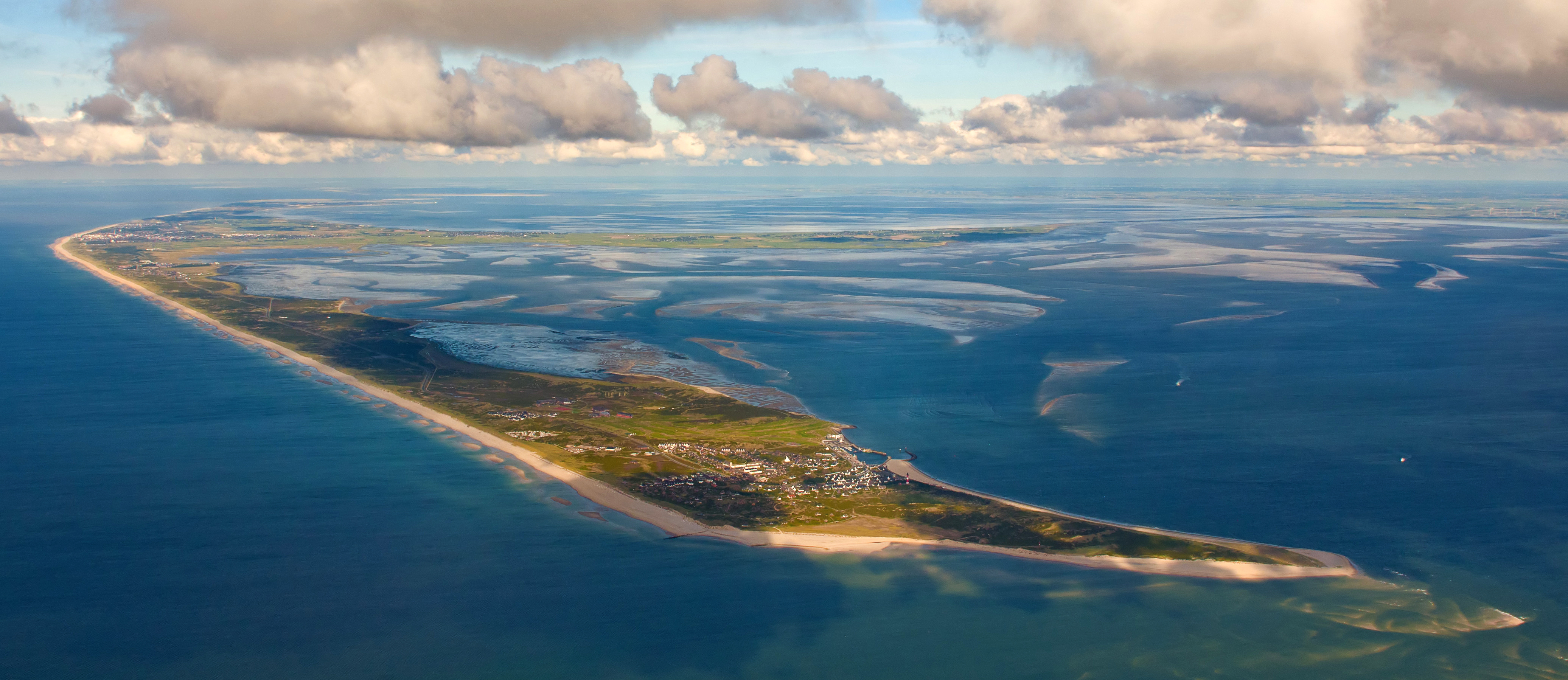
Hörnum